# ويليام جي. ماكالوم
ويليام جي. ماكالوم (بالإنجليزية: William G. McCallum)‏ هو رياضياتي أسترالي، ولد في 1956.